# OR4A16
OR4A16 (англ. Olfactory receptor family 4 subfamily A member 16) – білок, який кодується однойменним геном, розташованим у людей на короткому плечі 11-ї хромосоми. Довжина поліпептидного ланцюга білка становить 328 амінокислот, а молекулярна маса — 36 922.
| 10         |  | 20         |  | 30         |  | 40         |  | 50         |
| ---------- |  | ---------- |  | ---------- |  | ---------- |  | ---------- |
| MRPSSNVTEF |  | VLLGLTQDPD |  | VKKTLFVMFL |  | LIYIVTMVGN |  | LLIWVTTIGS |
| PSLGSLMYFF |  | LAYLSLMDAI |  | YSTAMSPKLM |  | IDLLCDKIAI |  | SLSACMGQLF |
| IEHLLGGAEV |  | FLLVVMAYDR |  | YVAISKPLHY |  | LNIMNRLVCI |  | LLLVVAMIGG |
| FVHSVVQIVF |  | LYSLPICGPN |  | VIDHSVCDMY |  | PLLELLCLDT |  | YFIGLTVVAN |
| GGIICMVIFT |  | FLLISCGVIL |  | NFLKTYSQEE |  | RHKALPTCIS |  | HIIVVALVFV |
| PCIFMYVRPV |  | SNFPFDKLMT |  | VFYSIITLML |  | NPLIYSLRQS |  | EMKNAMKNLW |
| CEKLSIVRKR |  | VSPTLNIFIP |  | SSKATNRR   |  |            |  |            |

A: Аланін

C: Цистеїн

D: Аспарагінова кислота

E: Глутамінова кислота

F: Фенілаланін

G: Гліцин

H: Гістидин

I: Ізолейцин

K: Лізин

L: Лейцин

M: Метіонін

N: Аспарагін

P: Пролін

Q: Глутамін

R: Аргінін

S: Серин

T: Треонін

V: Валін

W: Триптофан

Кодований геном білок за функціями належить до рецепторів, g-білокспряжених рецепторів, білків внутрішньоклітинного сигналінгу. 
Локалізований у клітинній мембрані.